# Ojców
Ojców is een dorp in de Poolse woiwodschap Klein-Polen. De plaats maakt deel uit van de gemeente Skała en telt 220 inwoners. In het dorp zijn veel horeca-gelegenheden en is er een informatiecentrumpje voor het Nationaal Park Ojców. Daarnaast zijn er veel wandelpaden naar de bijzonderheden in het gebied: een kasteelruïne, enkele grotten en talloze kloven.

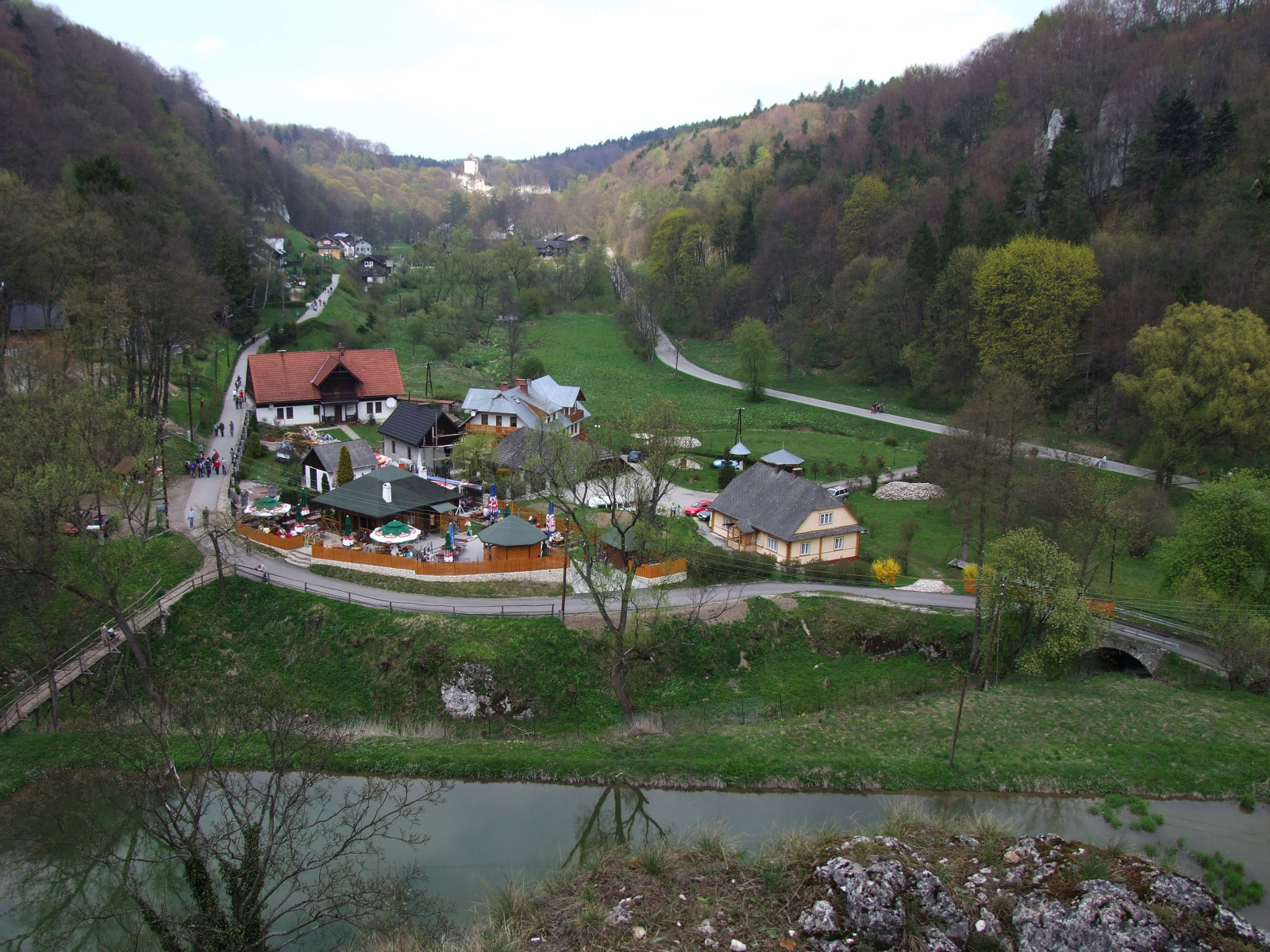